# Villa Ummarino
Die Villa Ummarino ist ein Landhaus aus dem 18. Jahrhundert in San Giorgio a Cremano in der italienischen Region Kampanien. Es liegt im Gebiet der Miglio d’oro, in der Via Antonio Gramsci, 73.

## Geschichte und Beschreibung
Im 19. Jahrhundert wurde die Villa mehrfach umgebaut und zeigt sich daher heute sehr fraktioniert; somit kann man die typischen Elemente des barocken Stils nicht mehr erkennen, die ursprünglich die Fassade charakterisierten. Das einzige herausragende alte Element, das erhalten blieb, ist ein venezianisches Fenster aus dem 19. Jahrhundert, das zwischen dem Atrium und dem Innenhof liegt.
Details, die an die alten Wachtürme am Meer erinnern, sind die Zinnen mit kleinen Bögen, die den kleinen Turm an der südlichen Ecke des Hofes zieren.